# 20 mai 1919
Le mardi 20 mai 1919 est le 140e jour de l'année 1919.

## Naissances
- Bernard Cathelin (mort le 17 avril 2004), peintre français
- Carlos Savage (mort le 29 septembre 2000), monteur de cinéma mexicain
- George Gobel (mort le 24 février 1991), acteur américain
- Gustaw Herling-Grudziński (mort le 4 juillet 2000), écrivain, essayiste, journaliste, critique littéraire et rescapé du goulag stalinien
- Ioan Toma Stănculescu (mort le 22 janvier 2002), ingenieur et professeur universitaire roumain
- Joseph Cornet (mort le 20 janvier 2004), missionnaire chrétien d’origine belge
- Jules Borker (mort le 24 février 2014), avocat et résistant français
- Nikolaï Klepikov (mort le 5 septembre 1943), aviateur soviétique

## Décès
- Armand Leon von Ardenne (né le 26 août 1848), lieutenant général prussien et historien militaire
- Wilhelm von Blume (né le 10 mai 1835), général prussien d'infanterie